# Digitalisering
 Der er for få eller ingen kildehenvisninger i denne artikel, hvilket er et problem. Du kan hjælpe ved at angive troværdige kilder til de påstande, som fremføres i artiklen.

Digitalisering er processen at beskrive fænomener ved hjælp af tal – i sin enkleste form: 0 eller 1.
Det centrale begreb er: digital (diskret) i modsætning til analog (kontinuert). Digit er hovedbestanddelen her (ikke tal!), og det er latinsk: digitus, hvilket betyder finger. Hermed peges på "tællen på fingre" for at beskrive verden.
F.eks. vil en digitalisering af folketællinger betyde, at skemaerne for hver familie og person registreres på et elektronisk medie på en formateret måde. Formålet er at disse maskinlæsbare data senere kan anvendes på alle mulige måder af de, der får adgang til dem. På samme måde kan man digitalisere tegninger, fotos, lyde, musik, video, film mv, og Wikipedia er et eksempel på at digitalisere viden.
Fordelene ved digitalisering er åbenlyse: det gør informationen langtidsholdbar og uforgængelig. Et digitaliseret objekt kan kopieres i al evighed uden tab af information. 